# ستيف هودج
ستيف هودج (بالإنجليزية: Steve Hodge)‏ (مواليد 25 أكتوبر 1962) هو لاعب كرة قدم سابق. كان يلعب مع منتخب إنجلترا لكرة القدم. سبق له أن لعب في كأس العالم لكرة القدم مع منتخب بلاده.

## مسيرته الكروية
لعب ستيف هودج خلال مسيرته الاحترافية مع 8 أندية في واحد وعشرون موسمًا وسجل خلالها 81 هدفًا ضمن 385 مباراة. ولم يفز بأي موسم بالكأس وفاز في موسم واحد بالدوري.
خاض ستيف هودج مسيرته مع نادي نوتينغهام فورست في موسم 1980–81 في المرة الأولى ليلعب معه ستة مواسم ثم في موسم 1988–89 واستمر معه طيلة ثلاثة مواسم، مشاركًا طوالها في 205 مباراة سجل خلالها 50 هدف. ثم انتقل إلى نادي أستون فيلا في موسم 1985–86 ولمدة موسمين، حيث شارك في 53 مباراة سجل خلالها 12 هدفًا. لينتقل بعدها إلى نادي توتنهام هوتسبير في موسم 1986–87 ولمدة موسمين، مشاركًا في 45 مباراة سجل خلالها 7 أهداف. ثم انتقل إلى نادي ليدز يونايتد في موسم 1991–92 واستمر معه طيلة ثلاثة مواسم، مشاركًا في 54 مباراة سجل خلالها 10 أهداف. هذا وانتقل لاحقًا إلى نادي كوينز بارك رينجرز في موسم 1994–95 لمدة موسم واحد، مشاركًا في 15 مباراة ولم يسجل أي هدف. ثم انتقل بعدها إلى نادي واتفورد في موسم 1995–96 ولمدة موسمين، مشاركًا في مباراتين ولم يسجل أي هدف أيضًا. ليعود وينتقل من جديد، لكن هذه المرة إلى نادي ليتون أورينت في موسم 1997–98 لمدة موسم واحد، مشاركًا في مباراة ولم يسجل أي هدف أيضًا.

## روابط خارجية
- ستيف هودج على موقع الاتحاد الدولي (مؤرشف)  (الإنجليزية)
- ستيف هودج على موقع الاتحاد الأوربي (الإنجليزية)
- ستيف هودج على موقع قاعدة بيانات كرة القدم.إي يو (الإنجليزية)
- ستيف هودج على موقع ناشيونال فوتبول تيمز (الإنجليزية)
- ستيف هودج على موقع عالم كرة القدم.نت (الإنجليزية)